# Symsonia
Symsonia – jednostka osadnicza w Stanach Zjednoczonych, w stanie Kentucky, w hrabstwie Graves.